# Glaciar Timpanogos
El Glaciar Timpanogos (en inglés: Timpanogos Glacier) es un glaciar enterrado que se encuentra en la cordillera de Wasatch, en el Bosque Nacional Wasatch-Cache, y es el último glaciar en el estado  de Utah al oeste de los Estados Unidos. El glaciar está situado en la ladera norte del monte Timpanogos (11.749 pies (3581 m)).  Durante la sequía de la década de 1930, la parte de encima de la tierra del glaciar se redujo a un campo de nieve permanente. El glaciar se considera ahora como un glaciar de roca, ya que el hielo restante está enterrado en el astrágalo.